# Łopa (rzeka)
Łopa – struga, lewy dopływ Wieprza o długości 12,74 km.
W 1474 struga stała się naturalną granicą pomiędzy województwem lubelskim i województwem ruskim. Jeszcze w XIX w. struga nosiła nazwę Łopień, dopiero w XX w. zaczęto używać nazwy Łopa. Struga posiada stałe źródło w miejscowości Majdan Krzywski, a także kilka okresowych dopływów, płynących przez Olszankę, Łopiennik Podleśny, oraz Izdebno. Uwzględniając dopływ z Izdebna, Łopa miałaby długość ponad 17 km, jednakże przez intensywnie prowadzone zabiegi rolnicze nie można wyznaczyć przebiegu strugi na odcinku Izdebno-Krzywe. Z tego powodu od wielu lat przyjmuje się, że główne źródła Łopy znajdują się w Majdanie Krzywskim.
Łopa przepływa przez tereny miejscowości: Majdan Krzywski, Krzywe, Olszankę, Łopiennik Górny, Łopiennik Nadrzeczny, Łopiennik Dolny-Kolonia, Łopiennik Dolny i Łopiennik Podleśny, gdzie łączy się z Wieprzem. Wybudowano na niej 7 mostów. W środkowym i dolnym biegu struga jest wyraźnie przekształcona przez człowieka (wyprostowane i regularnie czyszczone koryto).